# Romance/Romance
Romance/Romance és un musical amb llibret i lletra de Barry Harman i música de Keith Herrmann.

## Sinopsi
L'espectacle està compost per dos actes units només pel tema comú de l'amor i una cançó interpretada en ambdós actes. El primer, The Little Comedy, es basa en un conte d'Arthur Schnitzler i explora la relació naixent entre dues persones que han adoptat personatges diferents del seu. Ambientada a la Viena de finals del segle xix, se centra en Josefine, una demimondana cansada de la vida social que li proporcionen els seus amants de classe alta, i en el ric playboy Alfred, que s'ha cansat d'una ronda aparentment interminable d'aventures insignificants. Ella assumeix la disfressa d'una dona de classe treballadora, mentre que ell fingeix ser un poeta amb dificultats, i els dos es coneixen mentre gaudeixen de les seves noves identitats. La pregunta que cal respondre és si poden sobreviure a un cap de setmana al camp amb els seus ornaments generalment glamurosos substituïts per menjar incomestible, vi dolent, insectes en eixam i avorriment total.
Summer Share, el segon acte basat en l'obra de teatre Le pain de ménage de Jules Renard de 1898, s'actualitza a finals dels anys vuitanta i està ambientada als Hamptons, on dues parelles casades d'uns trenta anys passen la temporada en una casa de lloguer. Sam, que està casat amb Barb, i Monica, que està casada amb Lenny, es troben progressant gradualment des d'un flirteig inofensiu fins a la seriosa possibilitat d'una aventura il•lícita.

## Repartiment original i personatges
| Personatge                 | Broadway (1988) |
| -------------------------- | --------------- |
| Monica / Josefine Weninger | Alison Fraser   |
| Sam / Alfred Von Wilmers   | Scott Bakula    |
| Barb / Her                 | Deborah Graham  |
| Lenny / Him                | Robert Hoshour  |

## Cançons
| Acte I - The Little Comedy - Goodbye, Emil - It's Not Too Late - Great News - Oh, What a Performance! - I'll Always Remember the Song - Happy, Happy, Happy - Women of Vienna - Yes, It's Love - A Rustic Country Inn - The Night It Had to End - The Little Comedy (Finale) | Acte II - Summer Share - Think of the Odds - It's Not Too Late (Reprise) - Plans A & B - Let's Not Talk About It - So Glad I Married Her - Small Craft Warnings - How Did I End Up Here? - Words He Doesn't Say - My Love for You - Moonlight Passing Through a Window - Now - Romantic Notions - Romance, Romance |

## Història de la producció
Inicialment estrenada a l'off-off-Broadway el 16 de novembre de 1987 a l'Actor's Outlet Theatre (directora executiva: Eleanor Segan, director artístic: Ken Lowstetter), Romance/Romance va rebre crítiques que van animar el trasllat a una sala més gran a la zona nord de la ciutat. Després de tretze preestrenes, la producció de Broadway, dirigida per Harman i coreografiada per Pamela Sousa, es va estrenar l'1 de maig de 1988 al Helen Hayes Theatre, on es va representar 297 vegades. El repartiment incloïa Alison Fraser com a Josefine/Monica, Scott Bakula com a Alfred/Sam, Deborah Graham com a Barb i Robert Hoshour com a Lenny. Sal Viviano va ser el suplent de Bakula i Hoshour, i va succeir Bakula quan va deixar l'espectacle. Jana Robbins va ser el suplent de Fraser i Graham. Barry Williams va substituir Viviano més tard.
MCA va publicar una gravació original del repartiment .

## Premis i nominacions
| Any  | Premi            | Categoria                             | Nominat                       | Resultat |
| ---- | ---------------- | ------------------------------------- | ----------------------------- | -------- |
| 1988 | Premi Tony       | Millor musical                        | Millor musical                | Nominat  |
| 1988 | Premi Tony       | Millor llibret                        | Barry Harman                  | Nominat  |
| 1988 | Premi Tony       | Millor banda sonora                   | Barry Harman i Keith Herrmann | Nominat  |
| 1988 | Premi Tony       | Millor actor protagonista de musical  | Scott Bakula                  | Nominat  |
| 1988 | Premi Tony       | Millor actriu protagonista de musical | Alison Fraser                 | Nominat  |
| 1988 | Premi Drama Desk | Lletres destacades                    | Barry Harman                  | Nominat  |